# مایکل گریفین
 مایکل گریفین (انگلیسی: Michael D. Griffin؛ زادهٔ ۱ نوامبر ۱۹۴۹) یک سیاست‌مدار اهل ایالات متحده آمریکا است.